# Noda (Chiba)
Noda (野田市 Noda-shi?) es una ciudad localizada en Chiba, Japón. Tiene una población estimada, a inicios de diciembre de 2021, de 153 794 habitantes.
Su superficie total es de 103,55 km². Está ubicada a unos 30 kilómetros de Tokio.
La ciudad es famosa por su producción de salsa de soja.

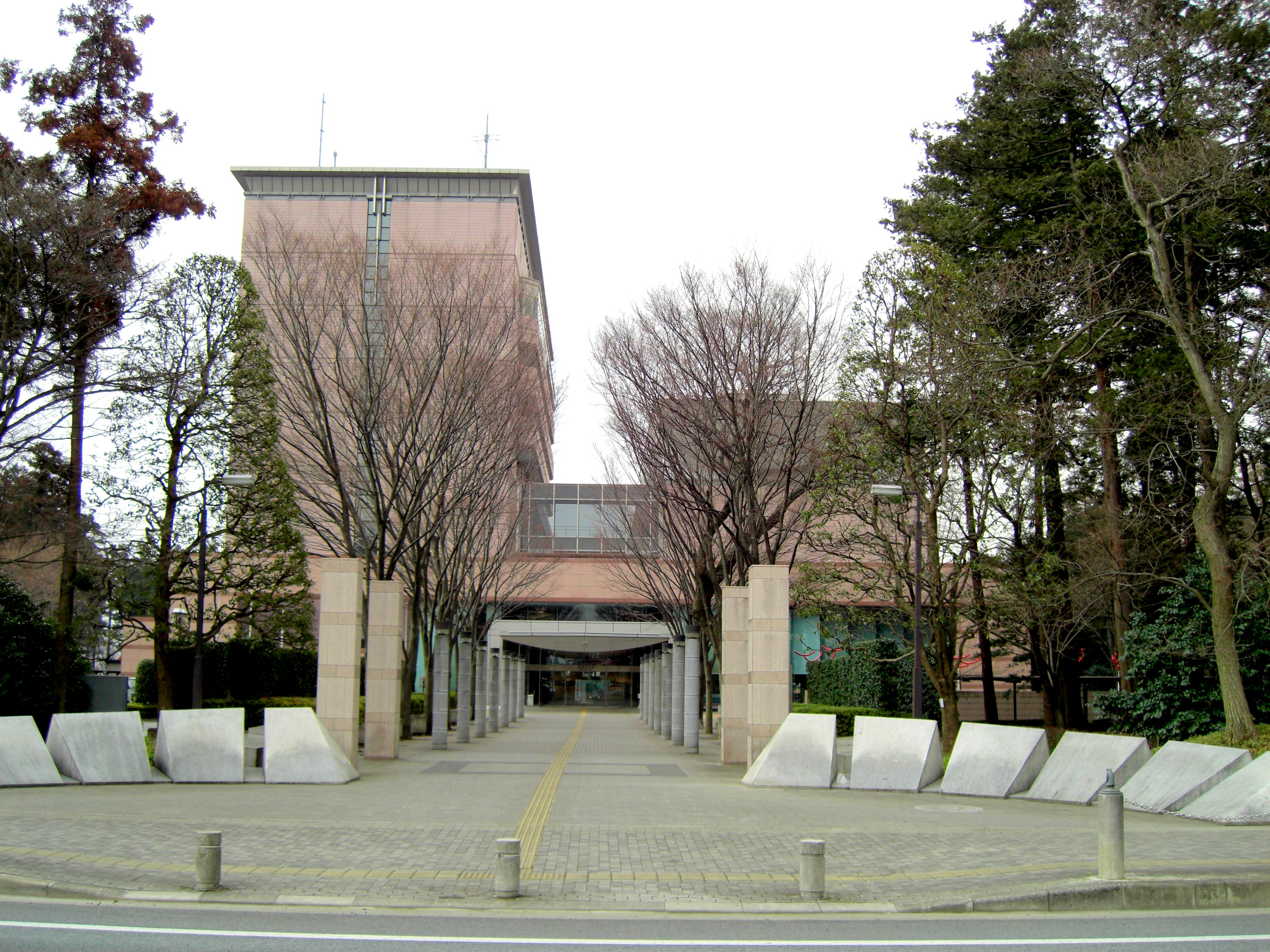
Ayuntamiento de Noda.

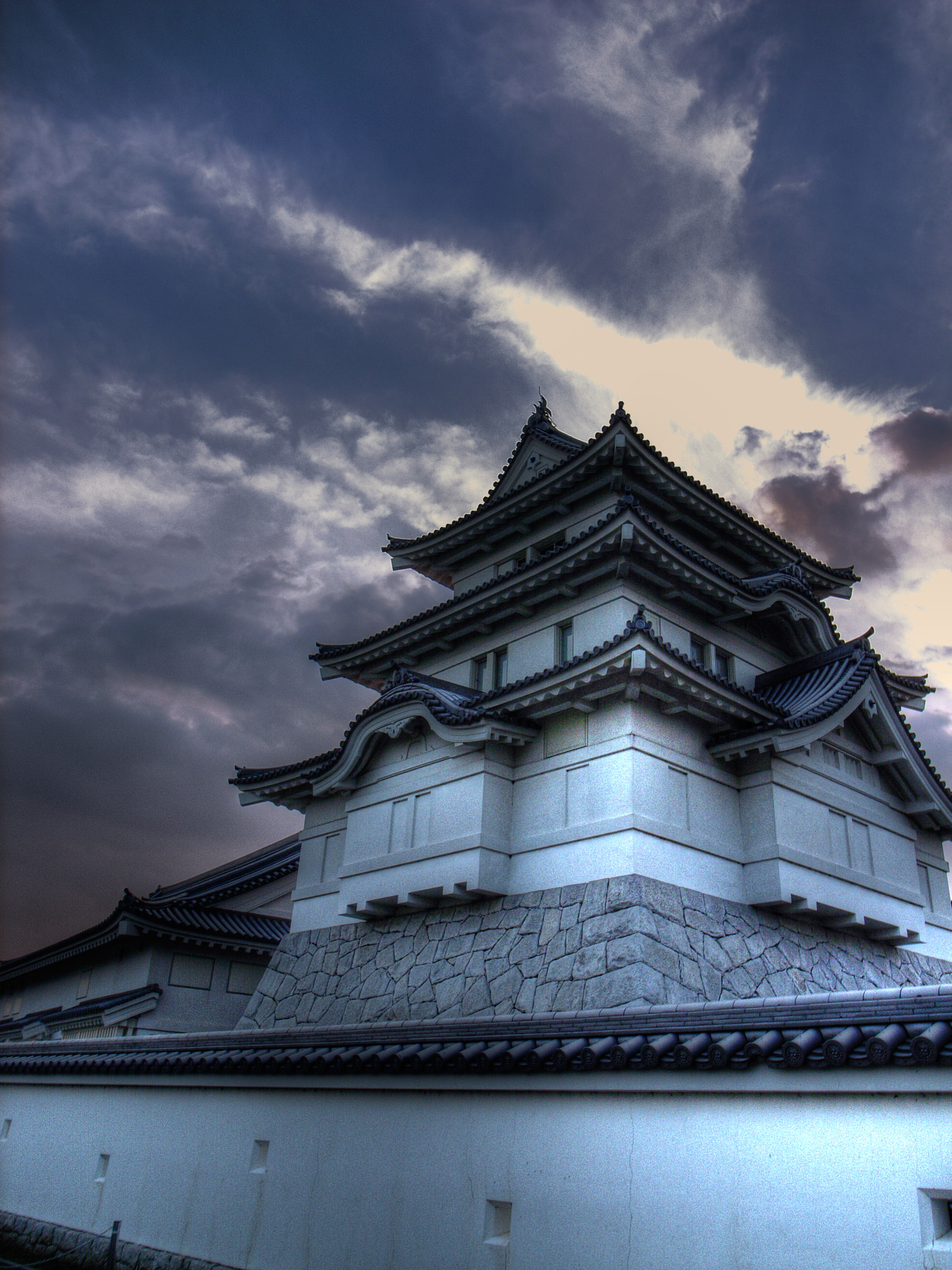
Castillo Sekiyado